# Olympische Winterspiele 1948/Teilnehmer (Südkorea)
| Gelbes Symbol für Goldmedaillen mit stilisierten Olympischen Ringen | Graues Symbol für Silbermedaillen mit stilisierten Olympischen Ringen | Braundes Symbol für Bronzemedaillen mit stilisierten Olympischen Ringen |
| ------------------------------------------------------------------- | --------------------------------------------------------------------- | ----------------------------------------------------------------------- |
| —                                                                   | —                                                                     | —                                                                       |

Südkorea nahm an den V. Olympischen Winterspielen 1948 in St. Moritz mit einer Delegation von 3 Athleten teil.
| Männliche Teilnehmer aus Südkorea | Männliche Teilnehmer aus Südkorea | Männliche Teilnehmer aus Südkorea | Männliche Teilnehmer aus Südkorea | Männliche Teilnehmer aus Südkorea |
| Sportart                          | Sportler                          | Disziplin                         | Platz                             | Bemerkung                         |
| --------------------------------- | --------------------------------- | --------------------------------- | --------------------------------- | --------------------------------- |
| Eisschnelllauf                    | Choi Young-chin                   | 500 m                             | 21                                |                                   |
| Eisschnelllauf                    | Choi Young-chin                   | 1500 m                            | 31                                |                                   |
| Eisschnelllauf                    | Lee Chang-kook                    | 1500 m                            | 36                                |                                   |
| Eisschnelllauf                    | Lee Chang-kook                    | 5000 m                            | 38                                |                                   |
| Eisschnelllauf                    | Lee Hyo-chang                     | 500 m                             | 23                                |                                   |
| Eisschnelllauf                    | Lee Hyo-chang                     | 1500 m                            | 19                                |                                   |
| Eisschnelllauf                    | Lee Hyo-chang                     | 5000 m                            | 25                                |                                   |
| Eisschnelllauf                    | Lee Hyo-chang                     | 10.000 m                          | dnf                               |                                   |